# Qəbələ Peşəkar Futbol Klubu
Il Qəbələ Peşəkar Futbol Klubu, noto anche come FC Qəbələ o FC Gabala, è una società calcistica azera con sede nella città di Qəbələ. Milita in Birinci Divizionu, la seconda divisione del campionato azero.

## Storia
Il club è stato fondato nel 2005 e venne iscritto in Birinci Divizionu. Vinse nella sua prima stagione il campionato di seconda divisione e venne promosso in Premyer Liqası. Dopo aver ottenuto per 3 anni di fila il terzo posto, ovvero in Premyer Liqası 2013-2014, 2014-2015 e 2015-2016, nelle stagioni 2016-2017 e 2017-2018 conclude entrambi i campionati al secondo posto (miglior piazzamento del club), sempre alle spalle del Qarabag.
Fa il suo esordio europeo nelle qualificazioni per la UEFA Europa League 2014-2015, ma il cammino è breve e viene interrotto subito dai bosniaci del Široki Brijeg, con un complessivo finale di 5-0. L'anno seguente prende parte alle qualificazioni di UEFA Europa League 2015-2016 e si rende protagonista di un'incredibile cavalcata verso la fase a gironi: qui elimina prima la Dinamo Tbilisi, ribaltando, al ritorno, una sconfitta ottenuta in Georgia, dopodiché batte il Čukarički (rimediando anche in questo caso ad una sconfitta subita all'andata), poi tocca all'Apollon Limassol ed infine, ai playoff, è il turno del Panathinaikos ottenendo uno 0-0 in Azerbaigian ed un 2-2 in Grecia (regola dei gol in trasferta). Il 15 agosto 2015 ottiene, così, la sua prima storica qualificazione ad una fase a gironi di una competizione europea; inoltre si tratta del primo club in grado di qualificarsi ai gironi di UEFA Europa League partendo dal primo turno preliminare. Viene inserita, quindi, nel gruppo C con Krasnodar, Borussia Dortmund e PAOK chiudendo all'ultimo posto con 2 punti (frutto di 2 pareggi per 0-0 contro i greci). L'impresa europea viene ripetuta l'anno seguente: nelle qualificazioni per la fase a gironi di UEFA Europa League 2016-2017 elimina prima il Samt'redia con un complessivo di 6-3, poi si sbarazza del MTK Budapest con due vittorie in entrambi i match, dopodiché, a sorpresa, elimina i francesi del Lille, ottenendo un 1-1 in trasferta, ed infine butta fuori, ai playoff, il Maribor (vincendo 3-1 in Azerbaigian e perdendo per 1-0 in Slovenia). Il club azero ripete così, in soli due anni, la storica qualificazione alla fase a gironi di Europa League dell'anno precedente (ottenute entrambe partendo dal primo turno preliminare). Qui viene aggiunta, nuovamente, nel gruppo C assieme a Saint Etienne, Anderlecht e Mainz, che conclude sempre all'ultimo posto, ma questa volta senza racimolare punti. La squadra si conferma, ormai, partecipante fissa alle qualificazioni per la coppa europea, e durante quelle del 2017-2018 parte dal secondo turno. Qui elimina i polacchi del Jagiellonia Białystok, ma, in seguito, i greci del Panathinaikos si rivendicano di quanto subito due anni prima e buttano fuori gli azeri dalla competizione. Comincia male il cammino europeo anche l'anno seguente: sarà infatti il Progress Niedercorn, modesto club lussemburghese, ad eliminare, a sorpresa, il Gabala, espugnando con un 2-0 il campo azero (inutile poi la vittoria per 1-0 in Lussemburgo).

## Nomi ufficiali del club
Durante la sua storia il club ha assunto i seguenti nomi ufficiali:
- 2005 - Göy-Göl Xanlar
- 2006 - Gilan Xanlar
- 2006 - Gilan Qəbələ
- 2007 - FK Qəbələ

## Stadio
Il club disputa le gare interne nello Stadio Qəbələ, impianto dotato di 2.000 posti a sedere

## Organico

### Rosa 2019-2020
Aggiornata all'11 febbraio 2020.
| N. |                        | Ruolo | Calciatore           |
| -- | ---------------------- | ----- | -------------------- |
| 1  | Azerbaigian (bandiera) | P     | Anar Nazirov         |
| 2  | Azerbaigian (bandiera) | D     | Amin Seydiyev        |
| 3  | Croazia (bandiera)     | D     | Ivica Žunić          |
| 4  | Azerbaigian (bandiera) | D     | Sadig Guliyev        |
| 5  | Azerbaigian (bandiera) | D     | Rasim Ramaldanov     |
| 7  | Azerbaigian (bandiera) | C     | Roman Huseynov       |
| 8  | Azerbaigian (bandiera) | C     | Qismət Alıyev        |
| 9  | Azerbaigian (bandiera) | C     | Ehtiram Shahverdiyev |
| 10 | Mozambico (bandiera)   | A     | Clésio               |
| 11 | Azerbaigian (bandiera) | C     | Asif Məmmədov        |
| 12 | Francia (bandiera)     | C     | Abdelrafik Gérard    |
| 14 | Azerbaigian (bandiera) | A     | Ulvi Isgandarov      |

| N. |                        | Ruolo | Calciatore        |
| -- | ---------------------- | ----- | ----------------- |
| 17 | Togo (bandiera)        | C     | Yaovi Akakpo      |
| 19 | Azerbaigian (bandiera) | C     | Rovlan Muradov    |
| 20 | Azerbaigian (bandiera) | D     | Faig Hajiyev      |
| 21 | Spagna (bandiera)      | C     | Fernań Ferreiroá  |
| 22 | Cile (bandiera)        | A     | Rodrigo Gattas    |
| 28 | Azerbaigian (bandiera) | D     | Murad Musayev     |
| 32 | Slovenia (bandiera)    | A     | Nicolas Rajsel    |
| 36 | Azerbaigian (bandiera) | P     | Elmaddin Sultanov |
| 55 | Azerbaigian (bandiera) | C     | Idris Ingilabli   |
| 74 | Azerbaigian (bandiera) | D     | Yusif Nabiyev     |
| 77 | Georgia (bandiera)     | C     | Merab Gigauri     |
| 94 | Azerbaigian (bandiera) | P     | Tarlan Ahmadli    |

## Rosa 2016-2017
| N. |                        | Ruolo | Calciatore                       |
| -- | ---------------------- | ----- | -------------------------------- |
| 3  | Serbia (bandiera)      | D     | Vojislav Stanković               |
| 4  | Azerbaigian (bandiera) | C     | Elvin Camalov                    |
| 6  | Azerbaigian (bandiera) | C     | Rəşad Əbülfəz Sadıqov (capitano) |
| 7  | Georgia (bandiera)     | C     | Nika Kvekveskiri                 |
| 8  | Azerbaigian (bandiera) | C     | Qismət Alıyev                    |
| 9  | Estonia (bandiera)     | A     | Sergei Zenjov                    |
| 10 | Azerbaigian (bandiera) | A     | Ruslan Qurbanov                  |
| 11 | Azerbaigian (bandiera) | C     | Asif Mammadov                    |
| 13 | Azerbaigian (bandiera) | D     | Murad Musayev                    |
| 15 | Ucraina (bandiera)     | D     | Vitalij Vernydub                 |
| 17 | Azerbaigian (bandiera) | D     | Məhəmməd Mirzəbəyov              |
| 18 | Francia (bandiera)     | A     | Bagaliy Dabo                     |
| 19 | Croazia (bandiera)     | C     | Filip Ozobić                     |
| 20 | Brasile (bandiera)     | D     | Ricardinho                       |

| N. |                        | Ruolo | Calciatore            |
| -- | ---------------------- | ----- | --------------------- |
| 21 | Azerbaigian (bandiera) | C     | Roman Huseynov        |
| 22 | Ucraina (bandiera)     | P     | Dmytro Bezotosnyi     |
| 27 | Liberia (bandiera)     | C     | Theo Weeks            |
| 30 | Croazia (bandiera)     | C     | Petar Franjić         |
| 32 | Azerbaigian (bandiera) | A     | Rəşad Eyyubov         |
| 33 | Polonia (bandiera)     | P     | Dawid Pietrzkiewicz   |
| 34 | Azerbaigian (bandiera) | D     | Ürfan Abbasov         |
| 36 | Azerbaigian (bandiera) | P     | Suleyman Suleymanov   |
| 39 | Azerbaigian (bandiera) | D     | Sadig Guliyev         |
| 44 | Brasile (bandiera)     | D     | Rafael Santos         |
| 77 | Azerbaigian (bandiera) | A     | Ehtiram Shahverdiyev  |
| 88 | Azerbaigian (bandiera) | C     | Tellur Mutallimov     |
| 90 | Ucraina (bandiera)     | A     | Ramil Hasanov         |
|    | Francia (bandiera)     | A     | Steven Joseph-Monrose |

## Rosa 2015-2016
| N. |                                 | Ruolo | Calciatore            |
| -- | ------------------------------- | ----- | --------------------- |
| 1  | Azerbaigian (bandiera)          | P     | Andrey Popoviç        |
| 3  | Serbia (bandiera)               | D     | Vojislav Stanković    |
| 4  | Azerbaigian (bandiera)          | C     | Elvin Camalov         |
| 5  | Romania (bandiera)              | C     | George Florescu       |
| 6  | Azerbaigian (bandiera)          | C     | Rəşad Əbülfəz Sadıqov |
| 7  | Bosnia ed Erzegovina (bandiera) | C     | Ermin Zec             |
| 8  | Azerbaigian (bandiera)          | D     | Məhəmməd Mirzəbəyov   |
| 9  | Estonia (bandiera)              | A     | Sergei Zenjov         |
| 10 | Brasile (bandiera)              | A     | Dodô                  |
| 11 | Azerbaigian (bandiera)          | C     | Asif Məmmədov         |
| 13 | Azerbaigian (bandiera)          | D     | Murad Musayev         |
| 14 | Azerbaigian (bandiera)          | C     | Cavid Hüseynov        |
| 15 | Ucraina (bandiera)              | D     | Vitalij Vernydub      |
| 17 | Azerbaigian (bandiera)          | A     | Vüqar Nadirov         |
| 18 | Azerbaigian (bandiera)          | C     | Vadim Abdullayev      |
| 19 | Ucraina (bandiera)              | C     | Oleksij Haj           |

| N. |                        | Ruolo | Calciatore          |
| -- | ---------------------- | ----- | ------------------- |
| 20 | Brasile (bandiera)     | D     | Ricardinho          |
| 21 | Azerbaigian (bandiera) | D     | Arif Daşdəmirov     |
| 22 | Ucraina (bandiera)     | P     | Dmytro Bezotosniy   |
| 25 | Azerbaigian (bandiera) | D     | Qismət Alıyev       |
| 32 | Argentina (bandiera)   | A     | Facundo Pereyra     |
| 33 | Polonia (bandiera)     | P     | Dawid Pietrzkiewicz |
| 34 | Azerbaigian (bandiera) | D     | Ürfan Abbasov       |
| 36 | Azerbaigian (bandiera) | P     | Suleyman Suleymanov |
| 44 | Brasile (bandiera)     | D     | Rafael Santos       |
| 66 | Azerbaigian (bandiera) | C     | Samir Zargarov      |
| 69 | Ucraina (bandiera)     | A     | Oleksij Antonov     |
| 70 | Azerbaigian (bandiera) | A     | Vaqif Cavadov       |
| 87 | Azerbaigian (bandiera) | D     | Ruslan Abışov       |
| 88 | Paraguay (bandiera)    | C     | David Meza Colli    |
| 97 | Azerbaigian (bandiera) | C     | Roman Huseynov      |

## Palmarès

### Competizioni nazionali
- Coppa d'Azerbaigian: 2

2018-2019, 2022-2023
- Birinci Divizionu: 2

2005-2006, 2024-2025

### Altri piazzamenti
- Campionato azero:

Secondo posto: 2016-2017, 2017-2018
Terzo posto: 2013-2014, 2014-2015, 2015-2016
- Coppa d'Azerbaigian:

Finalista: 2013-2014, 2016-2017, 2017-2018
Semifinalista: 2007-2008, 2008-2009, 2015-2016, 2019-2020, 2021-2022, 2023-2024